# Luftflotte
Luftflotte bezeichnet die Gesamtheit aller Flugzeuge und Hubschrauber einer militärischen Luftfahrtorganisation.

## Militärische Luftfahrt
Eine militärische Luftflotte (auch Luftarmee) kennzeichnet die Gesamtheit der fliegenden Waffensysteme und Transportmittel einer Luftstreitkraft eines Landes oder irregulärer Truppen.
Der Begriff steht weiterhin für:
- eine Gruppe von Flugzeugen, die einem Militärflugplatz oder einem fliegerischen Verband zugeordnet sind,
- eine veraltete Organisationsform eines Großverbands oder Kommandobehörde militärischer Luftstreitkräfte. Wurde im Verlauf des Zweiten Weltkriegs beschrieben als ein Verband der zeitweilig je nach zu lösenden Aufgaben aus mehreren Untergruppierungen von Luftstreitkräften zusammengestellt wurde.[1]

### Begriffsnutzung
Die deutsche Wehrmacht benutzte den Begriff zur Gruppierung ihrer Luftwaffenverbände (analog der Einteilung des deutschen Heeres in Armeen).
Ebenso verfügt die US Air Force über Luftflotten (Numbered Air Forces, NAF).

## Zivile Luftfahrt
Der Begriff „Luftflotte“ existiert deutschsprachig im zivilen Bereich nicht. Hier spricht man von „Flugzeugflotte“, „Flugzeugpark“ oder einfach „Flotte“. Eine zivile Flotte umfasst das gesamte Inventar an Luftfahrzeugen einer Fluggesellschaft, wie Transport- und Passagierflugzeuge sowie zivile Hubschrauber. 